# Giovan Francesco Penni
Gianfrancesco Penni, ou Giovan Francesco Penni   ou Giovanni Francesco dit il Fattore  (Florence, 1488/1496 – Naples, 1528) est un peintre italien de la haute Renaissance, appartenant à la famille d'artistes italiens des Penni, élève de Raphaël.

## Biographie
Né d'une famille de tisserands de Florence, Giovan Francesco Penni entre tôt dans l'atelier de Raphaël et collabore avec lui pour plusieurs travaux parmi lesquels les décorations de salles du Vatican, les fresques de la Villa Farnesina à Rome.
Après la mort prématuré de son maître, il hérite de l'atelier avec Giulio Romano et collabore avec lui pour finir les travaux du Sala di Costantino, la Transfiguration, l'Assomption et le Couronnement de la Vierge (1525) à Monteluce, et le palais du Te de Mantoue.
Il produit également des cartons de tapisseries de la Vie du Christ pour le pape Clément VII pour la Sala del Concistoro au Vatican. 
En 1526, il quitte Rome et rejoint Giulio Romano, arrivé en 1524 à Mantoue où, selon Vasari, « il n'est pas bien accueilli. »
À partir de là, il entreprend de voyager  à travers la Lombardie, Rome et Naples, où il meurt en 1528.
Leonardo da Pistoia (Grazia) fut de ses élèves.
Son frère Bartolommeo fut artiste à la cour des Tudor auprès d'Henri VIII d'Angleterre entre 1531 et 1533 ; son autre frère Luca, finit sa vie auprès du cercle des artistes italiens à l'école de Fontainebleau, en France où il fut surnommé « le Romain. »

## Œuvres
- La Vierge à l'Enfant avec le petit saint Jean, dite aussi La Vierge au diadème bleu ou la Vierge au voile, musée du Louvre, Paris
- Le Couronnement de la Vierge, église Saint-Honest, Yerres
- La Vierge au diadème bleu (attribuée à Penni), musée municipal de La Roche-sur-Yon